# سید یونس موسوی سرچشمه
سید یونس موسوی سرچشمه (زادهٔ ۱۳۳۵ در کارزین) نمایندهٔ حوزهٔ انتخابیهٔ فیروزآباد، فراشبند، قیر و کارزین در دورهٔ هفتم مجلس شورای اسلامی بوده‌است.  در دورهٔ هشتم نیز عضو این مجلس بود.